# Krymsk
Krymsk (en russe : Крымск), est une ville du kraï de Krasnodar, en Russie, et le centre administratif du raïon de Krymsk. Sa population s'élevait à 57 662 habitants en 2013.

## Géographie
Krymsk est située au pied septentrional du Grand Caucase, qui dépasse encore 600 m d'altitude et la sépare de la mer Noire, distante d'une trentaine de kilomètres (baie de Tsemes). La ville est arrosée par la rivière Adagoum, un affluent du Kouban.
Krymsk se trouve à 30 km — 46 km par la route — au nord-est de Novorossiisk, à 78 km — 98 km par la route — au nord-ouest de Krasnodar et à 1 205 km au sud de Moscou.

## Histoire
L'origine de la ville remonte à la fondation, en 1858, d'une forteresse et d'une stanitsa nommée Krymskaïa (Крымская), du nom du régiment des Cosaques de Crimée. L'exploitation pétrolière commence en 1866 dans les environs. En 1886 est construite la ligne de chemin de fer reliant Ekaterinodar à Novorossiisk et la gare ferroviaire « Krymskaïa » est ouverte. En 1932, le combinat de conserverie de Krymsk est mis en service. Pendant la Seconde Guerre mondiale, Krymskaïa est occupée par l'Allemagne nazie du 20 août 1942 au 5 mai 1943. Un siècle après sa fondation, le 20 mai 1958, le village accède au statut de ville et reçoit le nom de Krymsk.
Dans la nuit du 6 au 7 juillet 2012, la région du Kouban subit des pluies torrentielles et de violentes crues, qui frappent particulièrement le raïon de Krymsk où 159 personnes perdent la vie (après un premier bilan à 134 décès). Cette catastrophe entraîna une journée de deuil national et le limogeage notamment du chef du raïon de Krymsk.

## Population

### Démographie
Recensements (*) ou estimations de la population
| 1959*  | 1970*  | 1979*  | 1989*  |
| ------ | ------ | ------ | ------ |
| 32 803 | 41 430 | 48 175 | 50 893 |

| 2002*  | 2010*  | 2012   | 2013   |
| ------ | ------ | ------ | ------ |
| 56 623 | 57 370 | 58 128 | 57 662 |

### Nationalités
La population de Krymsk se compose à plus de 80 pour cent de Russes, mais comprend également des Ukrainiens, des Arméniens, des Tatars, des Grecs, des Turcs, etc.

## Économie
La région produits des céréales, des légumes, de la vigne, du tabac, des fruits, et pratique l'élevage de bœufs, de porcs, de volailles, de visons et de ragondins, l'apiculture. Krymsk possède des industries alimentaires, notamment la conserverie OAO Krymski konservny kombinat (ОАО Крымский консервный комбинат). Construite en 1930, cette usine avait une capacité de production annuelle de 30 millions de boîtes de conserve de fruits, légumes et viande. Détruit pendant la Seconde guerre mondiale, le Combinat de conserves de Krymsk fut reconstruit et considérablement développé dans les années 1966-1970 .
Krymsk est connue pour sa station agronomique expérimentale et ses importantes collections scientifiques — parmi d'autres cultures — de pois, maïs, tomates, poivrons, aubergines, concombres, pommes, prunes, pêches, poires, abricots et fraises. Les collections de station sont les plus importantes de Russie ou des républiques de l'ex-URSS pour les fruits à noyau et les coings. La station est également connue pour la création de greffes d'arbres fruitiers, qui sont désignées d'après la ville plus un numéro (par exemple Krymsk 1, Krymsk 2, etc.).
On trouve dans les environs de Krymsk des champs de pétrole et de gaz, de l'argile, de la marne, du sable, des sources d'eau salée.
La base aérienne de Krymsk se trouve immédiatement au nord de la ville.